# فابیو ماژ
فابیو خوزه فریال (انگلیسی: Fabio Maj; ۱۶ ژوئن ۱۹۷۰ – ) اسکی‌باز صحرانوردی اهل ایتالیا بود.